# 圣日耳曼迪皮什
圣日耳曼迪皮什（法語：Saint-Germain-du-Puch）是法国吉伦特省的一个市镇，属于利布尔讷区（Libourne）。该市镇总面积11.76平方公里，2009年时的人口为2075人。

## 人口
圣日耳曼迪皮什人口变化图示